# Mautodontha punctiperforata
Mautodontha punctiperforata е изчезнал вид коремоного от семейство Charopidae.

## Разпространение
Видът е бил ендемичен за Френска Полинезия.